# Anna Georgijewna Gerassimowa

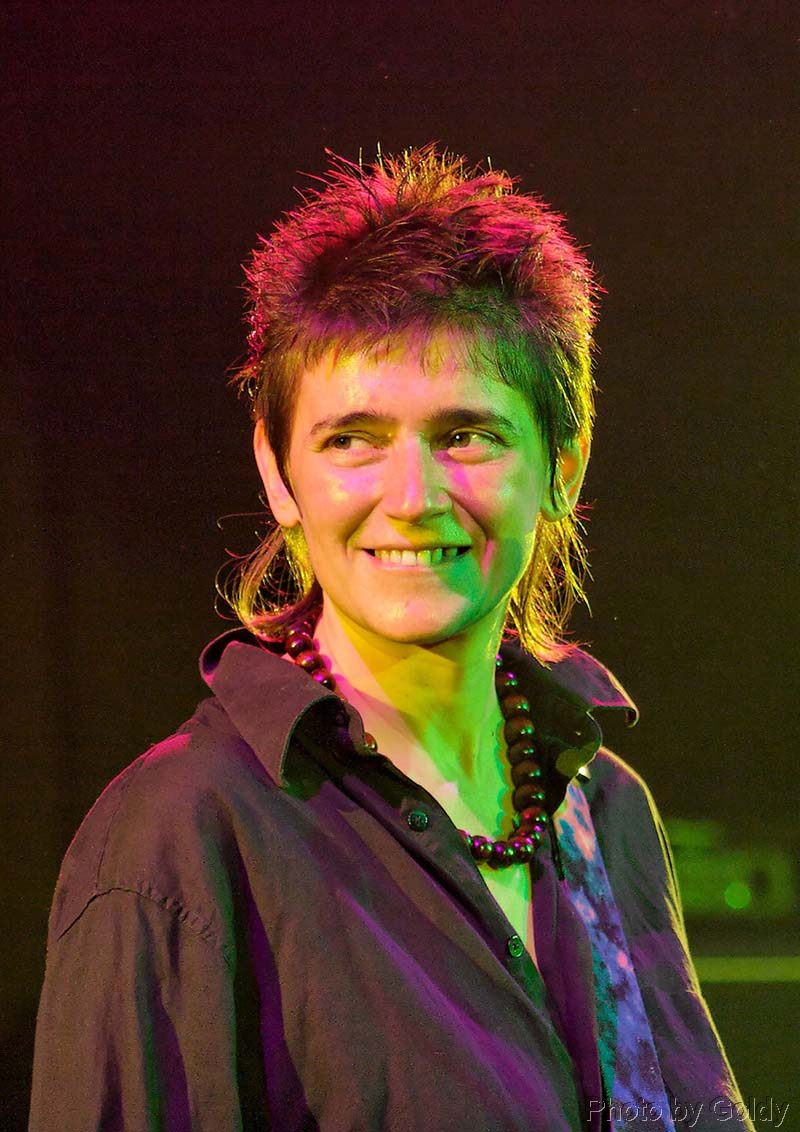
Anna Georgijewna Gerassimowa im Moskauer Klub B2 (April 2006)

Anna Georgijewna Gerassimowa, auch bekannt als Umka, (russisch Анна Георгиевна Герасимова (Умка); * 19. April 1961 in Moskau) ist eine sowjetische bzw. russische Übersetzerin, Philologin, Sängerin, Liedermacherin und Lyrikerin.

## Leben
Gerassimowas Vater Georgi Pawlowitsch Gerassimow (1928–2003) war ein Schauspieler aus Cherson und dann Journalist und Übersetzer. Ihre Mutter Bella Iossifowna Salesskaja (1928–2005) unterrichtete Deutsch und Literatur und übersetzte später aus dem Deutschen und Litauischen als Mitarbeiterin des Schriftstellerverbands der UdSSR. Gerassimowa las schon früh und schnell Bücher aus der häuslichen Bibliothek. Sie besuchte das Moskauer Kinderchor-Studio Wesnjanka und lernte Klavier spielen. Dem Mittelschulabschluss mit Goldmedaille 1978 folgte das Studium am Moskauer Maxim-Gorki-Literaturinstitut in der Abteilung für Literaturübersetzung, das sie mit Auszeichnung abschloss. 1981 hatte sie den Kommilitonen Jegor Radow (1962–2009, Sohn des Schriftstellers Georgi Georgijewitsch Radow und der Lyrikerin Rimma Kasakowa) geheiratet, von dem sie sich 1986 trennte.
Nach dem Studiumsabschluss begann sie 1983 die Aspirantur, in der sie sich mit den Werken der Oberiuten Alexander Wwedenski und Daniil Charms beschäftigte. Sie bereitete mehr als 10 Ausgaben ihrer Werke vor, die größtenteils wegen Schließung der jeweiligen Verlage nicht erschienen. Eine der erschienenen Ausgaben war der Charms-Sammelband Menja nasywajut kapuzinom (Sie nennen mich Kapuziner).
Ab 1986 wurde Gerassimowa unter dem Pseudonym Umka als Sängerin eigener Lieder bekannt. Den Spitznamen Umka hatte ihr ihr Kommilitone Arkadi Slaworossow verliehen. Mit verschiedenen Musikern nahm sie 1986 und 1987 Kassettenalben auf. Viele Lieder Umkas wurden Teil der sowjetischen Hippie-Kultur.
Von Ende 1987 bis 1994 schrieb Gerassimowa keine Lieder und trat auch nicht auf, weil ihr zweiter Mann Dmitri etwas dagegen hatte. Sie erzog ihren Sohn Alexei Radow, reiste viel und schloss ihre Aspirantur bei Marietta Tschudakowa ab. Sie verteidigte 1988 an der Lomonossow-Universität Moskau (MGU) ihre Dissertation über ein komisches Problem im Werk der Oberiuten mit Erfolg für die Promotion zur Kandidatin der philologischen Wissenschaften. Ihre Dissertation war die erste wissenschaftliche Untersuchung der Oberiuten im Lande.
Am Anfang der 1990er Jahre wurden Gerassimowas Übersetzungen litauischer Lyrik veröffentlicht. Insbesondere hatte sie Gedichte des Lyrikers Gintaras Patackas übersetzt. Sie übersetzte 1994 Jack Kerouacs Roman The Dharma Bums. 2001–2002 folgte Kerouacs Big Sur.
Nach der Trennung von ihrem Mann Dmitri 1995 (sie hatte von seiner zweiten Familie erfahren) wandte Gerassimowa sich der professionellen Musik zu. Sie gründete die Band Umka i Bronewitschok (Umka und das Panzerwägelchen) und veröffentlichte mehr als 20 Alben. Mit und ohne Band führte sie Tourneen innerhalb und außerhalb der früheren Sowjetunion durch. 2005 änderte sie den Bandnamen in Umka i Bronewik (Umka und der Panzerwagen). Nach der Auflösung der Band 2015 gründete sie die neue Band Umka i Nowy Sostaw (Umka und die neue Band). Sie orientierte sich nach The Rolling Stones, Bob Dylan, The Velvet Underground, Lou Reed, Iggy Pop und Grateful Dead.
In den Jahren 2009–2012 stellte Gerassimowa einen Sammelband mit Werken Alexander Wwedenskis zusammen und einen Band mit Gedichten Konstantin Waginows. 2014 erschien eine neue ergänzte Ausgabe des Charms-Werks Menja nasywajut kapuzinom. Ihre beliebtesten Lyriker waren Ossip Mandelstam und Alexander Wwedenski.
Gerassimowas eigene Gedichte wurden in der Literaturzeitschrift Homo Legens veröffentlicht. Ihre Reime für Kinder und Narren erschienen 2012. In den Jahren 2013–2018 erschienen ihre neuen Übersetzungen von Werken der litauischen Autoren Gintaras Patackas, Antanas A. Jonynas, Henrikas Radauskas und Tomas Venclova. Für Venclovas Gedichtband Metelinga erhielt sie 2017 den Master-Literaturpreis.